# Телешун Сергій Олександрович
Сергій Олександрович Телешун (народ. 31 серпня 1962) — український політолог. Директор Інституту державної служби і місцевого самоврядування, завідувач кафедрою публічної політики та політичної аналітики Національної академії державного управління при Президентові України (до 1 липня 2021 р.); професор кафедри теорії держави і права Національного університету внутрішніх справ. Доктор політичних наук (2001), кандидат історичних наук, доцент (1996), професор (2001); Заслужений діяч науки і техніки України (2012).

## Освіта
Київський Педагогічний Інститут ім. Горького (1983-88), історичний факультет, викладач історії та суспільних дисциплін, закінчив з відзнакою; Національна Академія МВС України (1998-2000), факультет правознавства, юрист, закінчив з відзнакою; аспірантура Київського Педагогічного Університету ім. Драгоманова (1991-1994), канд. дис. «Національне питання в програмах українських політичних партій кінця XIX - початку ХХ ст.» (захистився у 1996 р.), доцент; доктор політичних наук, професор, докторська дисертація «Державний устрій України: Проблеми теорії і практики» (захистився у 2000 р.); Інститут Держави і права ім. Корецького НАН України.

## Трудова, громадська та наукова діяльність
З 1989 р. — викладач історії та суспільствознавства, заступник директора з виховальної  роботи Київської ССШ ім. М. Лисенко;
1989 р. — викладач, завідувач методичним кабінетом кафедри політичної історії Київського педагогічного інституту ім. М. Горького;
з 1992 р. — провідний спеціаліст Ради безпеки при Президентові України;
з 1994 р. — зав. відділом зв'язків з об'єднаннями громадян;
1995—1997 рр. — керівник управління внутрішньої політики Адміністрації Президента України;
1997—2000 рр. — консультант Президента України;
січень 2005 р. - листопад 2006 р. — радник Президента України (поза штатом);
1992—2006 рр. — президент благодійного фонду «Співдружність»;
з 2006 р. — керівник Української юридично-промислової групи;
Професор кафедри теорії держави і права Національної академії внутрішніх справ; 
професор кафедри суспільно-політичних наук Національного педагогічного університету ім. Драгоманова; 
з 2006 року — завідувач кафедрою політичної аналітики і прогнозування, керівник навчально-наукового комплексу Національної академії державного управління при Президентові України.
Засновник та редактор журналів «Спецслужби і світ», «Безпека і світ», «Національний інтерес», голова Громадської експертної ради України. Почесний магістр права (за прийняття Конституції України у 1996 р.)
Телешун С. О. — автор і  співавтор ряду законопроектів, брав участь у прийнятті Конституції України у 1996 році, створенні Концепції національної безпеки України. Один з організаторів міжнародного форуму Євразії (Форум ДА).
Автор більш як 700 праць з питань права, політики, історії, етнології, конфліктології, національної безпеки в Україні, Німеччині, Франції, США, Туреччині, Польщі, Великій Британії.

## Книги та підручники
- Енциклопедія державного управління [Текст] : у 8 т. / наук.ред. кол. : Ю. В. Ковбасюк (голова) [та ін.] ; Національна академія державного управління при Президентові України. — К. : НАДУ, 2011. Т. 8 : Публічне врядування / наук.ред. кол. : В. С. Загорський (голова), С. О. Телешун (співголова) [та ін.] ; Львівський регіональний інститут державного управління Національна академія державного управління при Президентові України. — Львів : ЛРІДУ НАДУ, 2011. — 630 с.
- Публічна політика та суспільні зміни в Україні в контексті євроінтеграції : монографія / авт. кол. : С. О. Телешун, С. В. Ситник, І. В. Рейтерович, О. Г. Пухкал та ін. ; за заг. ред. С. О. Телешуна, д-ра політ. наук, проф. — Київ : НАДУ, 2017. — 248 с. ISBN 978-966-485-226-2
- Публічна політика : навч. посіб. / авт. кол. : С. О. Телешун, С. В. Ситник, І. В. Рейтерович та ін. ; за заг. ред. С. О. Телешуна, д-ра політ. наук, проф. — Київ : НАДУ, 2016. — 340 с.
- Публічна політика в процесах реформування системи державного управління України / С. О. Телешун, С. В. Ситник, І.В. Рейтерович, О. Г. Пухкал. — НАДУ, 2016. — 192 с.
- Політична аналітика в державному управлінні : навч. посіб. / С. О. Телешун, Ю. Г. Кальниш, І. В. Рейтерович, О. Р. Титаренко. — К. : НАДУ, 2012. — 228 с.
- Телешун С. О. Основи публічної політики та управління : навч. посіб. / авт. кол. : С. О. Телешун, С. В. Ситник, І. В. Рейтерович та ін. ; за заг. ред. С. О. Телешуна, д. політ. н., проф. — К. : НАДУ, 2011. — 312 с. (гриф МОН України).
- Телешун С. О., Рейтерович І.В. Вплив фінансово-політичних груп на прийняття стратегічних рішень у сфері політики та економіки: українські реалії. — Київ-Херсон, 2008. — 152 с.
- Телешун С. О., Сьомін С. В., Титаренко О. Р., Рейтерович І.В., Вировий С.І. Політична аналітика в системі публічного управління. — К.: НАДУ, 2008. — 284 с.
- Телешун С. О., Титаренко О. Р., Рейтерович І.В. Основи інформаційно-аналітичної діяльності в публічному управлінні: Навчальний посібник. — К.: Видавництво НАДУ, 2009. — 168 с.
- Телешун С. О. Державний устрій України: проблеми політики. Політика і практика / С. О. Телешун. — Івано-Франківськ : Лілея-НВ, 2000. — 344с. — ISBN 966-7263-57-6

## Нагороди
Орден Командора Італійської Республіки у 1996 р., Орден Нестора Літописця у 1999 р., Медаль за заслуги ІІІ-го ступеня у 1999 р., Орден Різдва Христового ІІ ст. 2000 р., Орден Святого Станіслава в Україні ІІІ-IV-го ступеня 2002 р., Відзнака Держкомнацмігріції України у 2004 р., Подяка Київського міського голови 2005 р., Почесна грамота Київського міського голови 2006 р., Нагороджений відзнакою Міністерства транспорту та зв'язку України - "За сприяння розвитку Державної спеціальної служби транспорту" 2012, відзнаками Головного управління державної служби України, званням "Заслужений діяч науки і техніки України" 2012, Почесна відзнака "Медаль М. Драгоманова", Почесна відзнака Українського фонду науково-економічного та юридичного співробітництва - знак пошани імені "Гетьман всієї України П. Скоропадський" та інші.